# SUSE Studio

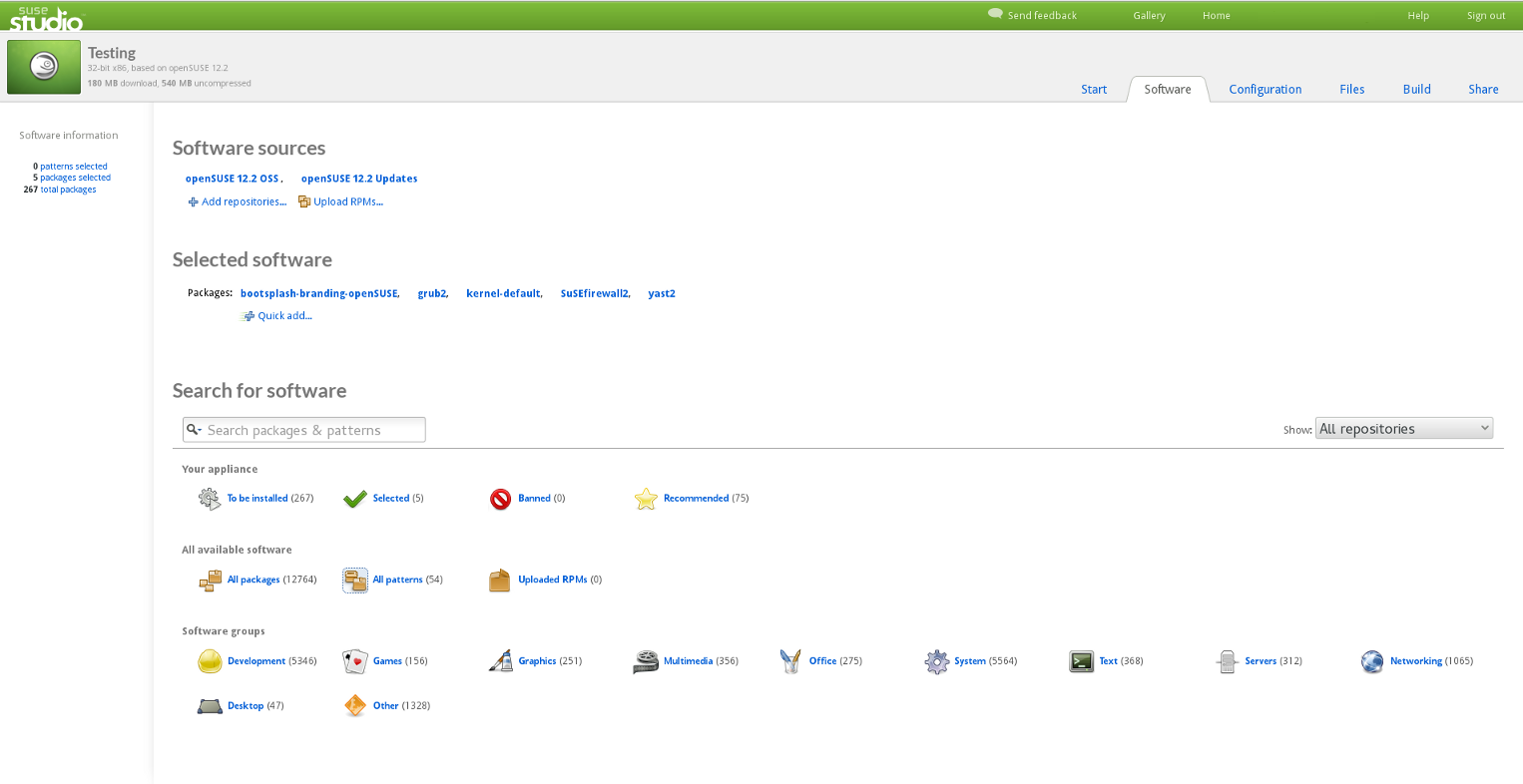
Captura de pantalla de SUSE Studio

SUSE Studio fue un "dispositivo de software" o constructor de software, simple y rápido, basado en una interfaz de usuario en web, donde se podía recrear y armar, a medida desde cero, un sistema operativo basado en SUSE Linux Enterprise u openSUSE, tanto para 32 bits, como para 64 bits.
El servicio fue cerrado el 15 de febrero de 2018 tras la fusión de Open Build Service y SUSE Studio Online. Su sucesor actual es Open Build Service.

## Características
Poseía una unidad de prueba, (TestDrive, en inglés) que podía arrancar, configurar y probar el dispositivo en una ventana de navegador web (funcionaba correctamente hasta la fecha de su cierre en Firefox 2 y 3 en Linux, Mac OS X y Windows; y en Safari 3 en Mac OS X) sin descargar, tras haber configurado el sistema; el cual podía ser descargado posteriormente.

## Editor de dispositivos (editor appliances)
En el editor de dispositivos, mediante el uso del navegador web era posible usar las etiquetas disponibles para navegar:
- Software: Agregar/Eliminar paquetes y repositorios (se tiene acceso al servicio openSUSE build) o bien, carga su propio archivo rpm.
- Configuración: Para configurar las opciones de localización, opciones de inicio, el uso de bases de datos, gestión de almacenamiento, script Bash personalizado y otras cosas como la apariencia a través de logo y fondo de pantalla, que se puede agregar o cargar.
- Archivos de superposición (Overlay files): Añadir archivos de superposición para afinar la aplicación y la configuración del sistema.

- Los archivos se copiarían en un directorio especificado por el usuario.
- Archivos .tar, .tar.gz, .tar.bz2, .tgz, o .zip pueden ser extraídos en el directorio que se especifica en la interfaz.

- Construcción (Build): Inicia la construcción de ejecución para crear:

- Una imagen de disco
- LiveCD/DVD
- Una imagen de VMware
- Una imagen de Xen
- Exportar a Amazon EC2 y Microsoft Azure
- Formato OVF
- Hyper-V
- SUSE Cloud
- Llave Live USB

- Unidad de prueba (Testdrive): Si se termina la construcción, se podía lanzar e interactuar con su la creación en una máquina virtual en la ventana del navegador, hacer cambios y determinar los cambios en el dispositivo.

## Distros más importantes
- Divel SO
- Neocast
- Google Chrome OS
- Android Desktop remix
- KDE 4 Reloaded
- Gnome Reloaded
- Kurisu OS
- Kalayna Linux